# Михайловский сельсовет (Карасукский район)
Михайловский сельсовет — сельское поселение в Карасукском районе Новосибирской области Российской Федерации.
Административный центр — село Михайловка.

## История
Статус и границы сельского поселения установлены Законом Новосибирской области от 2 июня 2004 года № 200-ОЗ «О статусе и границах муниципальных образований Новосибирской области»

## Население
| 2002  | 2010  | 2012  | 2013  | 2014  | 2015  | 2016  |
| ----- | ----- | ----- | ----- | ----- | ----- | ----- |
| 1685  | ↘1629 | ↘1606 | ↘1592 | ↗1597 | ↘1574 | ↘1556 |
| 2017  | 2018  | 2019  | 2020  | 2021  |       |       |
| ↘1555 | ↗1562 | ↗1571 | ↗1590 | ↘1564 |       |       |

## Состав сельского поселения
| № | Населённый пункт | Тип населённого пункта       | Население |
| - | ---------------- | ---------------------------- | --------- |
| 1 | Александровский  | посёлок                      | ↘489      |
| 2 | Кавкуй           | аул                          | ↘87       |
| 3 | Карасарт         | аул                          | ↘249      |
| 4 | Карачилик        | железнодорожный разъезд      | ↘22       |
| 5 | Красносельский   | посёлок                      | ↗209      |
| 6 | Михайловка       | село, административный центр | ↘573      |

### Упразднённые населённые пункты
- Алыбай — упразднённый в 1983 году аул.
- Новый Буг — упразднённое в 1977 году село.
- Туртул — упразднённый в 1977 году аул.